# Кергеленски корморан
Кергеленските корморани (Leucocarbo verrucosus) са вид едри птици от семейство Корморанови (Phalacrocoracidae). Някои класификации ги разглеждат като подвид на императорските корморани.

## Разпространение
Срещат се само на архипелага Кергелен.

## Описание
Достигат дължина 65 сантиметра и размах на крилете 110 сантиметра.

## Хранене
Хранят се главно с риба и безгръбначни, като бодлокожи, ракообразни и многочетинести червеи.